# Ширбин
Ширбин (араб. شربين‎) — город на севере Египта, расположенный на территории мухафазы Дакахлия.

## Географическое положение
Город находится в центральной части мухафазы, на левом берегу Дамьеттского рукава Нила (восточная часть дельты), на расстоянии приблизительно 16 километров к северо-востоку от Эль-Мансуры, административного центра провинции. Абсолютная высота — 11 метров над уровнем моря.

## Демография
По данным переписи 2006 года численность населения Ширбина составляла 54 785 человек.
Динамика численности населения города по годам:
| 1996   | 2006   |
| ------ | ------ |
| 46 926 | 54 785 |

## Экономика и транспорт
Основу экономики города составляет сельскохозяйственное производство. Ближайший крупный гражданский аэропорт — Международный аэропорт Каира.